# Kent Conrad
Gaylord Kent Conrad, född 12 mars 1948 i Bismarck, North Dakota, är en amerikansk demokratisk politiker. Han var ledamot av USA:s senat från North Dakota 1987–2013.
Conrad avlade 1971 sin grundexamen vid Stanford University och MBA vid George Washington University. Han är av tysk härkomst. Familjenamnet Conrad är av böhmiskt ursprung.
I kongressvalet 2006 valdes Conrad för femte gången till senaten. Vid den tidpunkten var han den enda medlemmen i Unitarian Universalist Association i senaten. Conrad meddelade år 2011 att han inte ställer upp för en sjätte mandatperiod i senaten.